# HD 75086
HD 75086，又名CP-58 1202，SAO 236241、HR 3489，是一颗恒星，视星等为6.21，位于銀經275.33，銀緯-9.78，其B1900.0坐标为赤經8h 42m 43.3s，赤緯-58° -9.78′ 33″。